# Lewisville, Arkansas
Lewisville là một thành phố thuộc quận Lafayette, tiểu bang Arkansas, Hoa Kỳ. Năm 2010, dân số của thành phố này là 1280 người.

## Dân số
- Dân số năm 2000: 1285 người.
- Dân số năm 2010: 1280 người.